# Giriyoso (Jaya Loka)
Giriyoso is een bestuurslaag in het regentschap Musi Rawas van de provincie Zuid-Sumatra, Indonesië. Giriyoso telt 1703 inwoners (volkstelling 2010).